# Многомировая интерпретация
Многомирова́я интерпрета́ция (ММИ, англ. many-worlds interpretation (MWI)) или интерпретация Эверетта (англ. Everett interpretation), реже соотнесённое относительное состояние (англ. relative state formulation) — интерпретация квантовой механики, которая предполагает существование, в некотором смысле, «параллельных вселенных», в каждой из которых действуют одни и те же законы природы, которым свойственны одни и те же мировые постоянные, но которые находятся в различных состояниях. Исходная формулировка принадлежит Хью Эверетту (1957 год).
Многомировая интерпретация (далее ММИ) отказывается от индетерминированного коллапса волновой функции, который в копенгагенской интерпретации сопутствует любому измерению. Многомировая интерпретация обходится в своих объяснениях только явлением квантовой сцепленности и совершенно обратимой эволюцией состояний.
ММИ является одной из многих многомировых гипотез в физике и философии. На сегодняшний день она является одной из ведущих интерпретаций, наряду с копенгагенской интерпретацией и интерпретацией согласованных хронологий.

## Описание
Как и другие интерпретации, многомировая призвана объяснить традиционный двухщелевой эксперимент. Когда кванты света (или другие элементарные частицы) проходят через две щели, то, чтобы рассчитать, куда они попадут, требуется предположить, что свет обладает волновыми свойствами. С другой стороны, если кванты регистрируются, то они всегда регистрируются в виде точечных частиц, а не в виде размытых волн. Чтобы объяснить переход от волнового поведения к корпускулярному, копенгагенская интерпретация вводит процесс так называемого коллапса.
Хотя со времени выхода оригинальной работы Эверетта уже было предложено несколько новых версий ММИ, всем им свойственно две основных идеи. Первая состоит в существовании функции состояния для всей Вселенной, которая всё время подчиняется уравнению Шрёдингера и никогда не испытывает недетерминированного коллапса. Вторая — в предположении, что это вселенское состояние является квантовой суперпозицией нескольких (а возможно, и бесконечного числа) состояний одинаковых невзаимодействующих между собой параллельных вселенных.
По мнению некоторых авторов, термин «многомировая» только вводит в заблуждение; многомировая интерпретация не предполагает реального наличия именно других миров, она предлагает лишь один реально существующий мир, который описывается единой волновой функцией, которую, однако, для завершения процесса измерения какого-либо квантового события необходимо разделить на наблюдателя (который проводит измерение) и объект, описываемые каждый своей волновой функцией. Однако сделать это можно по-разному, а потому в результате получаются разные значения измеряемой величины и, что характерно, разные наблюдатели. Поэтому считается, что при каждом акте измерения квантового объекта наблюдатель как бы расщепляется на несколько (предположительно, неограниченно много) версий. Каждая из этих версий видит свой результат измерения и, действуя в соответствии с ним, формирует собственную предшествующую измерению историю и версию Вселенной. С учётом этого данную интерпретацию, как правило, и называют многомировой, а саму многовариантную Вселенную — Мультиверсом.
Однако нельзя представлять «расщепление» наблюдателя как разделение одной Вселенной на множество отдельных миров. Квантовый мир, согласно многомировой интерпретации, ровно один, но огромное множество частиц в нём заменено сложнейшей мировой функцией, и изнутри описан этот мир может быть бесчисленным множеством различных способов, причём это не приводит к неопределённостям, потому как Вселенную никто не может наблюдать (описывать) извне.

## История
Идеи ММИ берут начало в диссертации Хью Эверетта из Принстона, написанной под руководством Джона Уилера, а сам термин «многомировая» обязан своим существованием Брайсу Девитту, который развил тему оригинальной работы Эверетта. Формулировка Девитта стала настолько популярной, что её часто путают с исходной работой Эверетта.
К тому моменту, как фон Нейман написал в 1932 г. свой знаменитый трактат «Математические основы квантовой механики», явление «коллапса волновой функции» было встроено в математический аппарат квантовой механики в виде постулата, что существуют два процесса, при которых волновая функция изменяется:
1. Скачкообразное случайное изменение, вызываемое наблюдением и измерением.
2. Детерминированная эволюция со временем, подчиняющаяся уравнению Шрёдингера.

Многие признавали, что явление коллапса волновой функции, предложенного копенгагенской интерпретацией для (1), является искусственным трюком и, следовательно, необходимо искать другую интерпретацию, в которой поведение при измерении трактуется с помощью более основополагающих физических принципов.
Докторская работа Эверетта как раз и предлагала подобную альтернативу. Эверетт предложил считать, что для составной системы (каковой является частица, взаимодействующая с измерительным прибором) утверждение о том, что какая-либо подсистема находится в определённом состоянии, является бессмысленным. Это привело Эверетта к заключению об относительном характере состояния одной системы по отношению к другой.
Формулировка Эверетта, приводящая к пониманию процесса коллапса волновой функции, происходящего при измерении, математически эквивалентна квантовой суперпозиции волновых функций. Поскольку Эверетт прекратил заниматься теоретической физикой вскоре после получения степени, дальнейшее развитие его идей проводили другие исследователи, среди которых Брайс Девитт и Михаил Менский.

## Краткий обзор
В формулировке Эверетта, измерительный прибор M и объект измерения S образуют составную систему, каждая из подсистем которой до измерения существует в определённых (зависящих, конечно, от времени) состояниях. Измерение рассматривается как процесс взаимодействия между M и S. После того, как между M и S произошло взаимодействие, более нет возможности описывать каждую из подсистем при помощи независимых состояний. Согласно Эверетту, любые возможные описания должны быть относительными состояниями: например, состояние M относительно заданного состояния S или состояние S относительно заданного состояния M.
В формулировке Девитта, состояние S после измерения есть квантовая суперпозиция альтернативных историй S.
Давайте рассмотрим самую простую возможную квантовую систему S — как показано на картинке. Эта картинка описывает, например, спиновое состояние электрона. Выберем определённую ось (например, ось z) и предположим, что северный полюс обозначает спин «вверх», а южный полюс — спин «вниз». Все возможные суперпозиции состояний описываются так называемой сферой Блоха (её поверхностью). Чтобы провести измерения над S, её надо привести во взаимодействие с другой аналогичной системой — M. После взаимодействия составная система описывается состоянием, существующим в шестимерном пространстве (причина того, что измерений шесть, объясняется в статье про сферу Блоха). Этот шестимерный объект можно представить в виде суперпозиции двух «альтернативных историй» системы S, в одной из которых наблюдался результат измерения «вверх», а в другой — «вниз». Каждое последующее двоичное измерение (каковым является взаимодействие с системой M) вызывает аналогичное разветвление исторического дерева. Таким образом, после трёх измерений систему можно рассматривать как квантовую суперпозицию 2х2х2 = 8 копий исходной системы S.

## Научность интерпретации
В случае представления многомировой интерпретации как хаотической инфляции Вселенной (которая при измерении делится на множество невзаимодействующих миров и гипотетически часть из них может сильно отличаться от остальных), такую многомировую интерпретацию нельзя в полной мере считать научной, поскольку она не соответствует критерию Поппера.
При этом польза такой интерпретации определённо имеется, но может обсуждаться лишь сквозь призму её прагматического использования. Так, например, анализ некоторых вопросов в интерпретации хаотической инфляции миров, хотя и приводит к тем же результатам, что и в любой другой интерпретации квантовой механики, но является более простым с логической точки зрения — что и объясняет её популярность в некоторых областях науки (к примеру, в квантовой космологии).
Чтобы не путать такую интерпретацию мультивселенной с многовариантной Вселенной, состоящей из единственного мира, но описываемого различными способами, некоторые физики предлагают называть последнюю «альтерверсом» (в противоположность «мультиверсу» — множеству независимых миров, образующихся в моделях хаотической инфляции).

## Наукометрическое исследование
Три физика из Австрии и США в июле 2011 года провели опрос среди тридцати трёх участников конференции «Квантовая механика и природа реальности». Оказалось, что 42 % поддерживают копенгагенскую интерпретацию, 24 % — теорию квантовой информации, 18 % — многомировую интерпретацию квантовой механики. Ещё 9 % придерживаются интерпретации Роджера Пенроуза об объективности коллапса волновой функции.

Неформальный опрос, проведенный на конференции по квантовым вычислениям в Институте Исаака Ньютона в Кембридже в июле 1999 г., дал следующие результаты:
1. Верите ли Вы, что новая физика, нарушающая уравнение Шрёдингера, сделает возможными большие квантовые компьютеры?
1 да, 71 нет, 24 не решили
2. Верите ли Вы, что все изолированные системы подчиняются уравнению Шрёдингера (эволюционируют унитарно)?
59 да, 6 нет, 31 не решили
3. Какая интерпретация квантовой механики наиболее близка Вашей собственной?
a) Копенгагенская или по консистентным историям (включая постулат о явном коллапсе): 4
b) Модифицированная динамика (уравнение Шрёдингера, модифицированное так, чтобы дать явный коллапс): 4
c) Множественности миров / по консистентным историям (без коллапса): 30
d) Механика Бома (онтологическая интерпретация, где вспомогательная волна-пилот позволяет частицам иметь хорошо определённые положения и скорости): 2
e) Ни одна из вышеперечисленных / не решили: 50
«Читатель предупреждён о свирепствующей в данной области лингвистической путанице. Нередки случаи, когда два физика, которые говорят, что они примыкают к Копенгагенской интерпретации, не соглашаются насчёт того, что они понимают под этим. Подобным образом, кто-то рассматривает интерпретацию по „консистентным историям“ (в коей фундаментальные объекты — непротиворечивые множества классических историй) как фундаментально случайную теорию, где Бог играет в кости (как в недавней статье Omnes & Griffith в Physics Today), тогда как другие рассматривают её скорее как способ определения того, что является классическим в детерминированном контексте „множественности миров“. Такие результаты, несомненно, способствуют большой доле ответов „не решил“ на последний вопрос» [Tegmark M., Wheeler J.A. 100 Years of the Quantum].